# Busov (Busov)
Busov (1002 m) je nejvyšší hora stejnojmenného pohoří. Leží mezi obcemi Gaboltov, Cigeľka, Nižný Tvarožec a Vyšný Tvarožec. Na vrcholu se nachází malá mýtina s dřevěným křížem. Kvůli vzrostlému lesu je z něj pouze omezený výhled.

## Přístup
- po zelené značce z Gaboltova nebo z Cigeľky